# فرودگاه شینگیی
فرودگاه شینگیی (به انگلیسی: Xingyi Airport) یک فرودگاه همگانی با کد یاتا ACX است . این فرودگاه در کشور چین قرار دارد .

## شرکت‌های هواپیمایی و مقصدهای پروازی
| شرکت‌های هواپیمایی      | مقصدهای پروازی                         |
| ---------------------- | -------------------------------------- |
| Chengdu Airlines       | چنگدو شوانگلیو، هایکو میلان            |
| هواپیمایی شرقی چین     | کونمینگ چانگشوی، شانگهای هونگچیائو     |
| China Express Airlines | چنگچینگ ییانگبی، لانگ‌دونگ‌بائو گوئی‌یانگ |
| هواپیمایی جنوبی چین    | بایون گوآنگجو، شنژن بن                 |
| چاینا یونایتد ایرلاینز | پکن نانیوان                            |
| Lucky Air              | لیجیانگ سانی، نینگبو لیشه              |